# Catella Holding
Catella Holding Sarl var ett luxemburgskt finansföretag.
Det Luxemburg-baserade Catella Holding var en förvaltnings- och finansieringskoncern, som bildades 1987. Den ägdes av den nederländska stiftelsen Catella Foundation till 91 % och av Inter Ikea till 9 %. Hösten 2009 blev det en schism mellan minoritetsägaren och bolagsledningen, och år 2010 såldes Catella Holdings svenska dotterbolag Catella AB först till företagets managementgrupp, och sedan till det svenska börsnoterade företaget Scribona. Rörelseverksamheterna i de bägge företagen samordnades och en namnändring genomfördes från Scribona till Catella.